# Aftermath (альбом The Rolling Stones)
«Aftermath» — музичний альбом гурту «The Rolling Stones». Виданий 15 квітня 1966 у Великій Британії та 20 червня 1966 у США. Загальна тривалість композицій становить 53:20 (WB), 42:31 (USA). Альбом відносять до напрямку рок.
Альбом внесено до Списку 500 найкращих альбомів усіх часів за версією журналу Rolling Stone на 108-й позиції.

## Список пісень
| Всі пісні написали Мік Джаггер і Кіт Річардс Сторона 1 1. «Mother's Little Helper» — 2:45 2. «Stupid Girl» — 2:55 3. «Lady Jane» — 3:08 4. «Under My Thumb» — 3:41 5. «Doncha Bother Me» — 2:41 6. «Going Home» — 11:13 Сторона 2 1. «Flight 505» — 3:27 2. «High and Dry» — 3:08 3. «Out of Time» — 5:37 4. «It's Not Easy» — 2:56 5. «I Am Waiting» — 3:11 6. «Take It or Leave It» — 2:47 7. «Think» — 3:09 8. «What to Do» — 2:32 | 1. «Paint It Black» — 3:45 2. «Stupid Girl» — 2:55 3. «Lady Jane» — 3:09 4. «Under My Thumb» — 3:41 5. «Doncha Bother Me» — 2:41 6. «Think» — 3:09 7. «Flight 505» — 3:27 8. «High and Dry» — 3:08 9. «It's Not Easy» — 2:56 10. «I Am Waiting» — 3:11 11. «Going Home» — 11:13 |

## Музиканти
- Мік Джаггер — вокал, барабани, губна гармошка
- Кіт Річардс — гітара, вокал
- Браян Джонс — гітара, маримба, дзвіночки, dulcymer, ситар, фортепіано, органі, клавесині, губна гармошка
- Чарлі Воттс — ударні, маримба, дзвіночки
- Білл Вайман — бас-гітара, маримба, дзвіночки, фортепіано, орган, клавесин
- Джек Ніцше[en] — ударні, фортепіано, орган, клавесин
- Аян Стюарт[en] — фортепіано, орган, клавесин

## Хіт-паради

### Альбом
| Рік  | Хіт-парад       | Позиція |
| ---- | --------------- | ------- |
| 1966 | UK Albums Chart | 1       |
| 1966 | Billboard 200   | 2       |

### Сингли
| Рік  | Сингл                  | Хіт-парад             | Позиція |
| ---- | ---------------------- | --------------------- | ------- |
| 1966 | Paint It Black         | UK Top 50 Singles     | 1       |
| 1966 | Paint It Black         | The Billboard Hot 100 | 1       |
| 1966 | Mother's Little Helper | The Billboard Hot 100 | 8       |
| 1966 | Lady Jane              | The Billboard Hot 100 | 24      |